# Élections fédérales canadiennes de 2006 à l'Île-du-Prince-Édouard
Ceci sont les résultats des élections fédérales canadiennes de 2006 dans la province de l'Île-du-Prince-Édouard. Les candidats sortants sont en italiques ; les gagnants sont en caractères gras.
Cardigan
- Haida Arsenault-Antolick - Parti vert (553 - 2,6 %)
- Don Gillis - Parti conservateur (6923 - 33,7 %)
- Lawrence MacAulay - Parti libéral (11 542 - 56,2 %)
- Edith Perry - Nouveau Parti démocratique (1535 - 7,5 %)

Charlottetown
- Andrew J Chisholm - Parti marijuana
- David Daughton - Parti vert
- Tom DeBlois - Parti conservateur
- Baird Judson - Héritage chrétien
- Shawn Murphy - Parti libéral
- Brian Pollard - Nouveau Parti démocratique

Egmont
- Edward Guergis - Parti conservateur
- Ron Matsusaki - Parti vert
- Joe McGuire - Parti libéral
- Michael Nesbitt - Indépendant
- Regena Kaye Russell - Nouveau Parti démocratique

Malpeque
- Wayne Easter - Parti libéral
- George Marshall - Nouveau Parti démocratique
- George Noble - Parti conservateur
- Sharon Labchuk - Parti vert